# 石井貴
石井 貴（いしい たかし、1971年8月25日 - ）は、神奈川県綾瀬市出身の元プロ野球選手（投手）・コーチ。右投右打。吉本興業（よしもとクリエイティブ・エージェンシー）所属契約。現在は東北楽天ゴールデンイーグルスで一軍投手コーチを務める。
アマチュア野球選手・監督の石井章夫は兄。心理学者の小野直広は伯父（父親の姉の夫）。

## 経歴

### プロ入り前
幼少時は巨人ファンだった。少年時代からカーブが苦手でスライダーを投げていた。綾瀬市立城山中学校時代はベンチ入りすら果たせずスタンドで応援していた。藤嶺学園藤沢高等学校から社会人野球の三菱重工横浜へ進み第64回都市対抗野球大会に補強選手でベスト4進出、1993年のドラフト会議で西武ライオンズから1位指名を受け、入団。背番号は14。

### 西武時代
入団当時から速球が注目され、即戦力との期待が高かった。しかし制球力が低く、1年目の1994年はわずか3試合の登板に終わった。

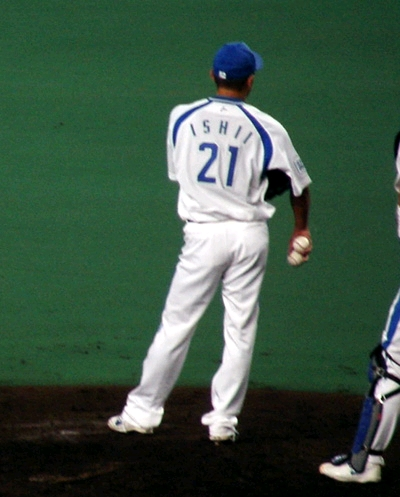
背番号21の石井
2007年9月28日、西武ドーム

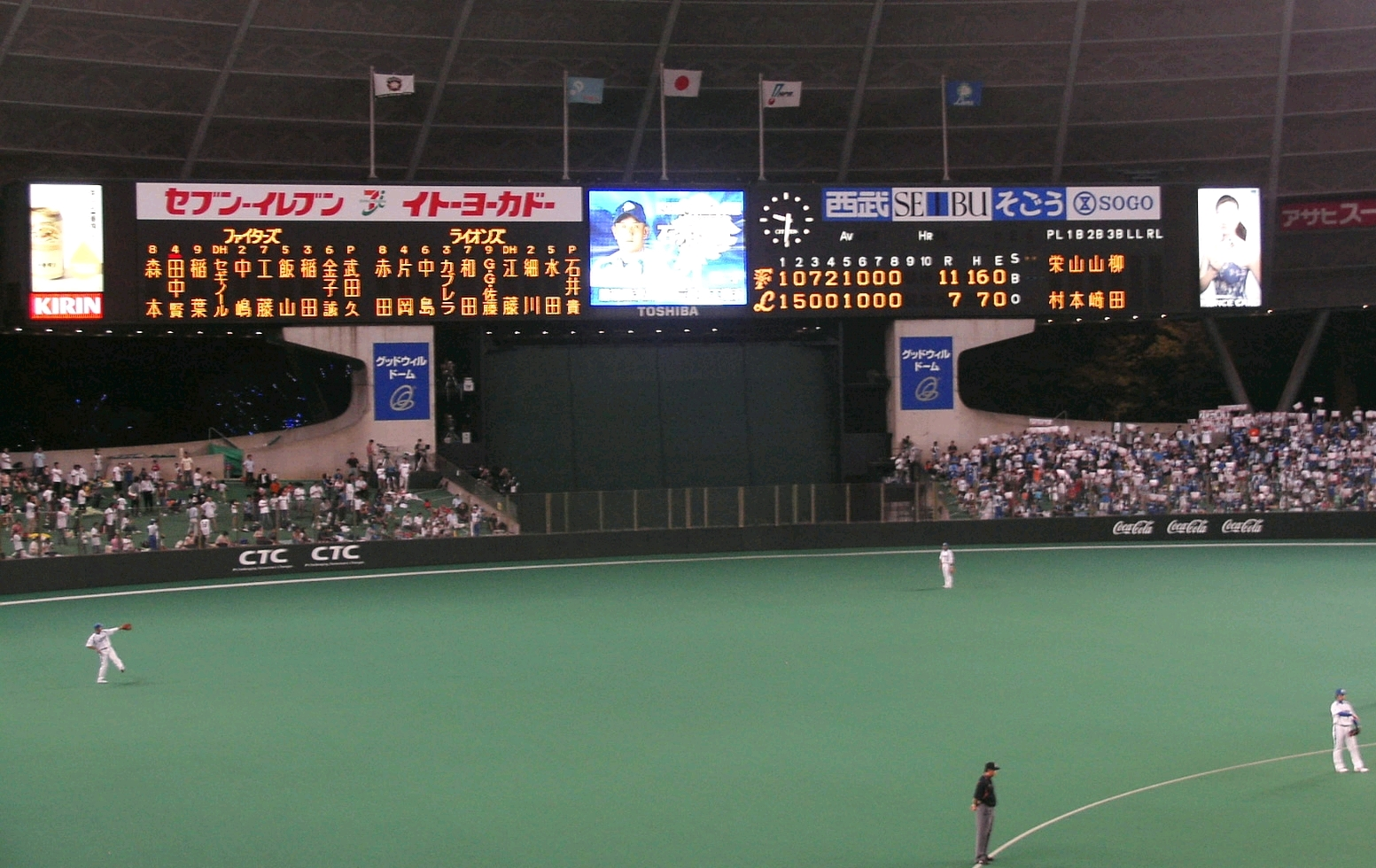
引退試合のスコアボード
2007年9月28日、西武ドームにて

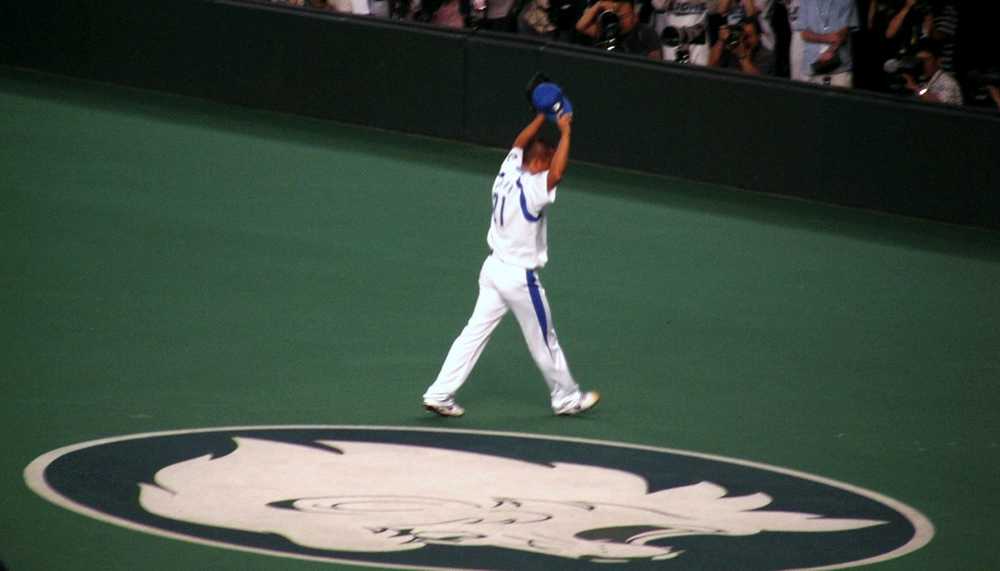
ファンからの声援に応える石井
（2007年9月28日、西武ドーム）

1995年は17試合に登板し2勝を挙げた。
1996年には制球力が向上し、140km/hを超えるシュートが活きるようになり、この年から一軍に定着することになる。開幕当初は先発と中継ぎを兼任していたが、シーズン終盤には抑えも経験し10月4日、5日の近鉄との試合では2試合連続セーブを挙げチームがAクラスへ滑り込むのに貢献した。
1997年は中継ぎ・抑えとして活躍し、59試合に登板、10勝8敗9セーブ。先発としても2試合起用され、プロ初完封を達成した。なお、この頃から右肩に違和感を覚えるようになっていた。
1998年には本格的に先発転向し先発ローテーションに定着した。ボークが7個と多発したが、先発転向一年目で初めて規定投球回数をクリアし9勝を挙げた。この時期ボークが多いが、これはセットポジションの際、投球動作を完全に静止させないことが多かったからである。後に修正した（下表を参照）。日本シリーズでは横浜と対戦、第4戦に9回途中まで好投し勝利投手となる。
1999年は自己最多の13勝を挙げた。
2000年も10勝を記録し、2年連続で2桁勝利を挙げた。完投は少なかったが、この2年間で完封を3度記録した。2000年まで、福岡ダイエーホークスは西武の投手陣（石井、西口文也、豊田清ら）を大の苦手としており、石井もダイエー相手に3年越しの連勝記録を更新していてダイエーをカモとしていた。この年の5月4日に行われた福岡ドームでの対ダイエー6回戦にて初回6失点となったが降板せず、その後迎えた5回一死の場面で秋山幸二が打ったピッチャー返しの打球が顔面へ直撃し、倒れこみのた打ち回りそのまま担架で運ばれ降板した（しかし、登録抹消されず中9日で再び先発のマウンドに上った）。
2001年は不調に陥り5勝に留まった。
2002年は背番号を21に変更し、22試合に登板し8勝を挙げた。日本シリーズでは巨人と対戦し、第2戦に登板したが打ち込まれ敗戦投手となった。
2003年は右肩の故障に苦しみわずか6試合しか登板できず1勝2敗でシーズンを終えた。
2004年は14試合に先発したものの1勝5敗と絶不調だった。チームはリーグ2位で終え、この年からパ・リーグに導入されたプレーオフ進出を決めた。3位の北海道日本ハムファイターズと第1ステージを戦い2勝1敗で勝ち抜け、第2ステージでリーグ1位のダイエーと戦うこととなった。石井は第1ステージでは登板はなかったが、同じ先発で10勝を挙げた西口文也が怪我でプレーオフに登板できないことや第1ステージで3試合消化することになりこの年の主軸投手が次々に先発登板してしまい第2ステージ第1試合が西口の離脱で谷間先発投手の誰かにならざるを得ない状態になってしまった、伊東勤監督から投手陣のリーダーと評されていたことからこの年不振ではあったが実績を買い第2ステージでは第1戦の先発を任された。だが初回から捕まりホークスの強力打線を抑えられず4回1/3を投げて5失点でKOされ敗戦投手となった。しかし、ここからレギュラーシーズンで結果を出せなかった石井の逆襲が始まる。両チーム2勝2敗で迎えた最終第5戦で出番が訪れ、延長10回表に1点を勝ち越し、その裏に既にリリーフエースの豊田清も登板して後に任されるリリーフ投手が不調の森慎二しかいない中、石井が登板し走者を1人出すも最後の打者鳥越裕介をセカンドゴロに打ち取りゲームセット。KOされた第1戦のリベンジに成功し2年ぶりのリーグ優勝を決め胴上げ投手となった。日本シリーズでもエース松坂がプレーオフ第2ステージで中3日を含めた2試合先発登板だったことを考慮し伊東監督は胴上げ投手石井の勢いを買い第1戦に先発し、中日の先発はこの年リーグ最多勝のタイトルを獲得したエース川上憲伸との投げ合いだったが7回をわずか2安打無失点で勝利投手となった。シリーズはもつれにもつれ石井は第7戦にも先発、打線が相手先発のドミンゴ・グスマンを早い回でKOしたことでリードを広げ6回を3安打無失点と好投し、勝利投手となった。登板2試合で中日打線を2戦合計13イニングを無失点に抑える活躍で日本シリーズMVPを受賞した。日本シリーズでの勝利数がレギュラーシーズンの勝利数を上回った投手は史上初めてである。右肩を痛めて以降ストレートの球速は140km/h前後だったが、この時は150km/h出たという。また、日本シリーズMVPの副賞であるトヨタ・クラウンマジェスタは母親にプレゼントしている。
2005年は復活を期待されていたが怪我と不振でわずか7試合の登板で2勝4敗、防御率8点台に終わった。この年FA権を取得したが、行使せずに西武残留の意思を示している。このことについて石井は、逆指名で西武に入ったのだから生涯西武を貫くという趣旨の発言を2006年にしている。
2006年は春季キャンプで佐々木主浩からフォークボールを伝授されると「今まで教わってきたことと全てが違っていた」と口にするほどの手応えでこの球種を習得。森慎二・豊田清が抜けリリーフ陣が苦しくなった事情もあり、9年ぶりにリリーフに転向。それまでのように速球で押すピッチングではなく、新球種フォークを武器にした新しい投球スタイルで開幕から11試合連続無失点を記録した。開幕から中継ぎ（主に8回）を任されるようになり、最終的に一軍定着後としては初の一軍先発無しに終わったが、47試合に登板してチームトップでリーグ3位の23ホールドを挙げた。同年8月1日の千葉ロッテマリーンズ戦にて1球勝利を達成。
2007年は開幕を二軍で迎えた。二軍で防御率0点台と安定感を誇ったが直球の球威が思うように戻らず一軍では登板機会も少なく防御率7点台に終わった。9月26日に同年限りで現役を引退することを表明。「理想の投球ができなくなった。悔しいけど、体力の限界に至った」と理由を語った。9月28日の本拠地最終戦となる北海道日本ハムファイターズ戦で9回に登板し、先頭打者の田中賢介を全て直球で3球三振に退け、14年に渡るプロ生活に有終の美を飾った。現役最終年は引退試合を含めて8試合の登板に終わった。試合後の引退セレモニーでは「もう私の肩は上がりません」「一生懸命、投げてきました」と涙ながらにコメントし、チームメイトから胴上げされた。なお10月30日付で任意引退が公示された。

### 引退後
2008年から西武の二軍投手コーチに就任。2012年からは一軍投手コーチを担当。コーチとして投手を指導する際、自分が得意だった球種を教えるより、自分が投げられない球種に関して、他人から聞いたコツを教えるほうが得意であると発言した。2013年はチーム救援防御率リーグ最下位、勝負どころの8月に投手陣が防御率5.23と崩れた責任をとり、同年10月22日に球団に退団を申し入れ、了承されたことが発表された。
2014年からは、テレビ埼玉（TVSライオンズアワー・TVSヒットナイター）・文化放送（文化放送ライオンズナイター・文化放送ホームランナイター）・FOX SPORTS ジャパンの野球解説者を務める。2014年に吉本興業（よしもとクリエイティブ・エージェンシー）とスポーツマネージメントにて所属契約している。

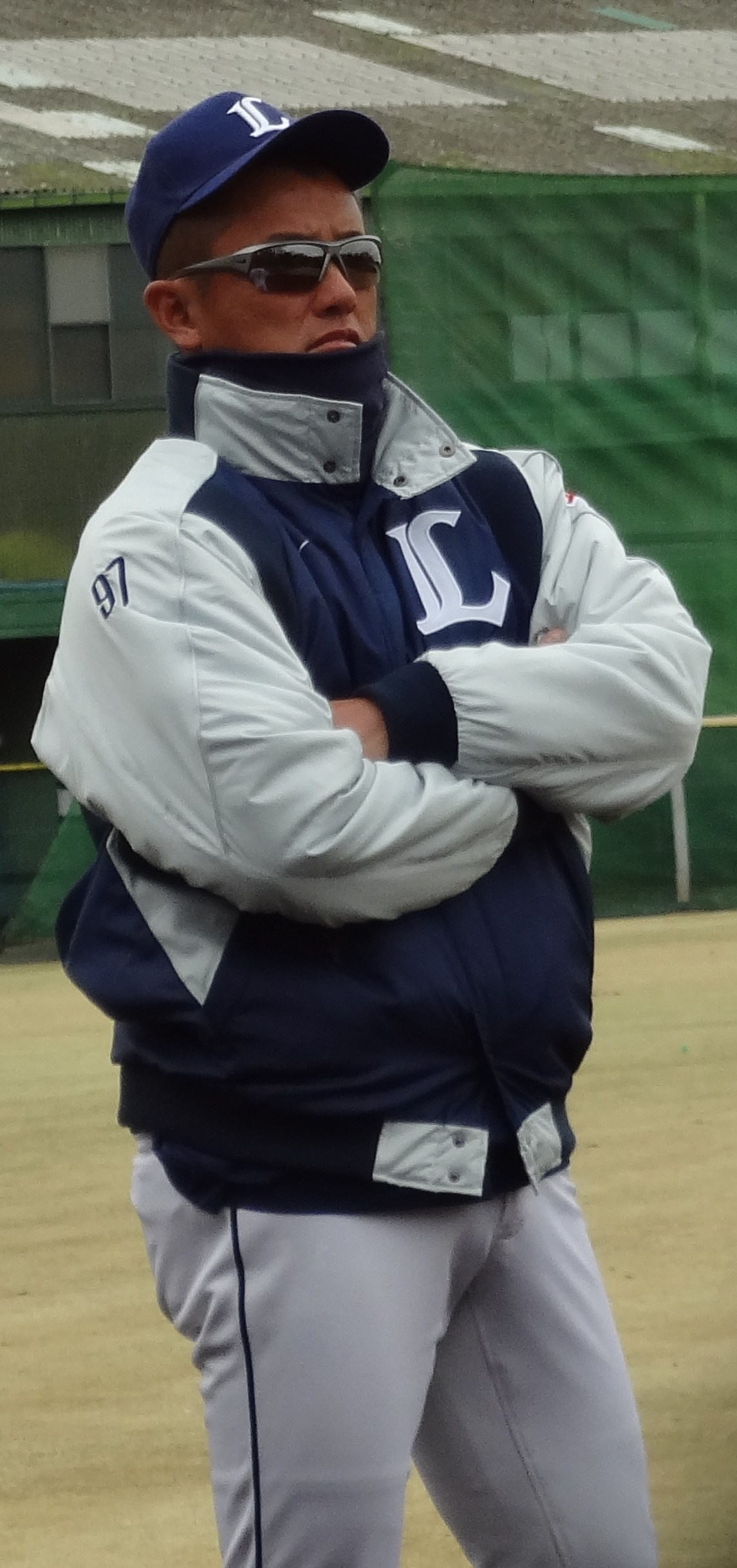
西武コーチ時代

また、日本学生野球協会の研修を受けアマ指導の資格を回復させ、2015年には母校・藤嶺学園藤沢中学校・高等学校において高校野球部の非常勤コーチとしての指導も行っていた。
2017年12月1日、四国アイランドリーグplus・徳島インディゴソックスの監督に就任することが発表された。
2018年、徳島は前期は最下位、後期は最大6.0ゲーム差を付けながら最終戦で愛媛マンダリンパイレーツに逆転を許して優勝はならなかったが、プロ野球ドラフト会議で、鎌田光津希が千葉ロッテマリーンズからリーグでこの年唯一となる育成1位での指名を受けた。10月31日、2019年からの東北楽天ゴールデンイーグルス二軍コーチ就任に伴い、徳島の監督を退任することが発表された。
楽天では、2020年まで二軍の投手コーチを務めたのち、2021年からは一軍投手コーチを担当。2024年は再び二軍投手コーチを務め、2025年からは再度一軍投手コーチに配置転換された。

## 選手としての特徴
現役時代は気合を前面に押し出したピッチングで知られ、西武ライオンズの投手陣のリーダー格的存在だった。文化放送『文化放送ライオンズナイター』では、石井を「投げる金剛力士像」と称していた。
1998年以降先発投手を務めることが増えたが、本人はリリーフのほうが向いていると感じていた。
金村義明は「球は速かったが、リリースポイントが見やすかった」、大塚光二は「スライダーを投げる時は顔の表情でわかった」と現役時代の石井について発言している。本人も左肩の開きが早くリリースポイントが見やすいフォームだったと認めている。ただし、右肩の痛みのためフォームを変更（本人曰く柔道の一本背負いのようなフォーム）している。

## 詳細情報

### 年度別投手成績
| 年 度      | 球 団      | 登 板 | 先 発 | 完 投 | 完 封 | 無 四 球 | 勝 利 | 敗 戦 | セ 丨 ブ | ホ 丨 ル ド | 勝 率 | 打 者 | 投 球 回 | 被 安 打 | 被 本 塁 打 | 与 四 球 | 敬 遠 | 与 死 球 | 奪 三 振 | 暴 投 | ボ 丨 ク | 失 点 | 自 責 点 | 防 御 率 | W H I P |
| ---------- | ---------- | ----- | ----- | ----- | ----- | -------- | ----- | ----- | -------- | ----------- | ----- | ----- | -------- | -------- | ----------- | -------- | ----- | -------- | -------- | ----- | -------- | ----- | -------- | -------- | ------- |
| 1994       | 西武       | 3     | 0     | 0     | 0     | 0        | 0     | 0     | 0        | --          | ----  | 35    | 6.2      | 14       | 1           | 5        | 0     | 0        | 2        | 0     | 0        | 13    | 12       | 16.20    | 2.85    |
| 1995       | 西武       | 17    | 7     | 0     | 0     | 0        | 2     | 2     | 0        | --          | .500  | 284   | 67.0     | 76       | 5           | 22       | 1     | 1        | 34       | 1     | 0        | 30    | 30       | 4.03     | 1.46    |
| 1996       | 西武       | 35    | 7     | 0     | 0     | 0        | 3     | 6     | 4        | --          | .333  | 414   | 95.1     | 100      | 4           | 39       | 0     | 3        | 74       | 4     | 0        | 41    | 31       | 2.93     | 1.46    |
| 1997       | 西武       | 59    | 2     | 1     | 1     | 0        | 10    | 8     | 9        | --          | .556  | 443   | 102.1    | 113      | 7           | 35       | 4     | 1        | 68       | 1     | 2        | 46    | 41       | 3.61     | 1.45    |
| 1998       | 西武       | 30    | 19    | 1     | 0     | 0        | 9     | 3     | 0        | --          | .750  | 616   | 145.0    | 143      | 10          | 44       | 2     | 7        | 98       | 1     | 7        | 59    | 53       | 3.29     | 1.29    |
| 1999       | 西武       | 26    | 26    | 4     | 1     | 2        | 13    | 8     | 0        | --          | .619  | 743   | 178.2    | 177      | 16          | 43       | 3     | 1        | 108      | 4     | 4        | 62    | 61       | 3.07     | 1.23    |
| 2000       | 西武       | 25    | 23    | 2     | 2     | 0        | 10    | 7     | 0        | --          | .588  | 588   | 135.2    | 148      | 9           | 39       | 0     | 4        | 80       | 1     | 2        | 68    | 65       | 4.31     | 1.38    |
| 2001       | 西武       | 23    | 15    | 2     | 0     | 0        | 5     | 9     | 0        | --          | .357  | 402   | 91.0     | 96       | 7           | 39       | 0     | 3        | 42       | 2     | 0        | 44    | 38       | 3.76     | 1.48    |
| 2002       | 西武       | 22    | 19    | 2     | 0     | 1        | 8     | 3     | 0        | --          | .727  | 553   | 130.1    | 134      | 7           | 36       | 0     | 6        | 73       | 3     | 0        | 45    | 45       | 3.11     | 1.30    |
| 2003       | 西武       | 6     | 6     | 1     | 0     | 0        | 1     | 2     | 0        | --          | .333  | 175   | 40.1     | 45       | 4           | 8        | 0     | 3        | 22       | 0     | 0        | 20    | 19       | 4.24     | 1.31    |
| 2004       | 西武       | 14    | 14    | 0     | 0     | 0        | 1     | 5     | 0        | --          | .167  | 321   | 69.2     | 82       | 6           | 28       | 0     | 5        | 35       | 1     | 2        | 49    | 36       | 4.65     | 1.58    |
| 2005       | 西武       | 7     | 6     | 0     | 0     | 0        | 2     | 4     | 0        | 0           | .333  | 134   | 28.0     | 42       | 4           | 11       | 0     | 1        | 8        | 0     | 1        | 27    | 25       | 8.04     | 1.89    |
| 2006       | 西武       | 46    | 0     | 0     | 0     | 0        | 4     | 1     | 0        | 23          | .800  | 164   | 38.2     | 39       | 4           | 8        | 1     | 0        | 22       | 2     | 0        | 17    | 15       | 3.49     | 1.22    |
| 2007       | 西武       | 8     | 0     | 0     | 0     | 0        | 0     | 0     | 0        | 3           | ----  | 37    | 7.1      | 10       | 0           | 4        | 0     | 1        | 5        | 0     | 0        | 6     | 6        | 7.36     | 1.91    |
| 通算：14年 | 通算：14年 | 321   | 144   | 13    | 4     | 3        | 68    | 58    | 13       | 26          | .540  | 4909  | 1136.0   | 1219     | 84          | 361      | 11    | 36       | 671      | 20    | 18       | 527   | 477      | 3.78     | 1.39    |

- 各年度の太字はリーグ最高

### 表彰
- 日本シリーズMVP：1回（2004年）

### 記録
初記録
- 初登板：1994年6月7日、対日本ハムファイターズ10回戦（東京ドーム）、1回裏一死に2番手として救援登板、2回2/3を7失点（自責点6）
- 初奪三振：同上、1回裏に田村藤夫から
- 初先発登板・初勝利・初先発勝利：1995年8月19日、対近鉄バファローズ19回戦（西武ライオンズ球場）、7回1/3を2失点
- 初セーブ：1996年9月2日、対千葉ロッテマリーンズ24回戦（西武ライオンズ球場）、9回表一死に3番手として救援登板・完了、2/3回無失点
- 初完投勝利・初完封勝利：1997年9月29日、対日本ハムファイターズ27回戦（西武ライオンズ球場）
- 初ホールド：2006年4月1日、対千葉ロッテマリーンズ2回戦（千葉マリンスタジアム）、8回裏一死に3番手として救援登板、2/3回無失点

節目の記録
- 1000投球回：2004年4月24日、対大阪近鉄バファローズ5回戦（大阪ドーム）、5回裏一死目に水口栄二を三邪飛で達成 ※史上296人目

その他の記録
- 1イニング3与死球：2004年4月17日、対福岡ダイエーホークス戦の4回 ※史上5人目
- オールスターゲーム出場：3回（1997年、1999年、2000年）

### 背番号
- 14（1994年 - 2001年）
- 21（2002年 - 2007年）
- 97（2008年 - 2013年、2017年 - 2018年）
- 80（2019年 - ）